# 한경일
한경일(본명: 박재한, 1980년 3월 19일 ~ )은 대한민국의 가수이다. 2002년 《한경일 No.1》으로 데뷔했다.

## 학력
- 서울남성초등학교 (졸업)
- 상도중학교 (졸업)
- 경문고등학교 (졸업)
- 경기대학교 관광학과 (졸업)

## 음반

### 정규 앨범
- 정규 앨범 1집  《한경일 No.1》(2002년 1월)
  1. 한 사람을 사랑했네
  2. 행복했니?
  3. 사랑이니까
  4. 경솔한 녀석
  5. 믿었었죠
  6. 제발
  7. 그냥 못 본 듯이 나를 스쳐가
  8. 함께라면
  9. 틀린 그림
  10. 빼앗고 싶어요
  11. Swear
  12. 반지
  13. 끝나지 않은 이야기
  14. 안녕, 그리고...

- 정규 앨범 2집  《Travel Directions》(2003년 1월)
  1. 13월의 기억
  2. 내 삶의 반
  3. You Are My Best Friend
  4. 용서
  5. 슬픈 초대장
  6. 찜 (Propose)
  7. 너를 보낸 후...
  8. 약속
  9. 사랑하기 좋은 날
  10. Paradise
  11. 씌어 있나요
  12. Run Away (KBS 일요아침드라마 '언제나 두근두근' 주제곡)
  13. 한사람을 사랑했네 (드라마 버전)

- 정규 앨범 3집  《New Wave》(2004년 3월 13일)
  1. 햇살에 기대면
  2. 그리고
  3. 이별은 멀었죠
  4. 아이스크림
  5. 괜찮아요
  6. 가렴
  7. 바보같죠
  8. 산책
  9. Again
  10. 상상
  11. 나의 지난 날
  12. 사랑하는 사람에게 드리는 세상에서 마지막으로 부르는 노래
  13. 운명

- 정규 앨범 4집  《B.O.Y. (Because Of You)》(2006년 1월 18일)
  1. Intro
  2. 사랑이 지다
  3. 탈
  4. My Lover (feat. MC 몽)
  5. 그녀만 모르죠
  6. Sea Of Love
  7. 사랑해요., 겨울...
  8. 사는동안 사랑은 없어도
  9. 틈
  10. 추억의 무게
  11. 흐르는 강물처럼
  12. 날 잊어 Ⅱ (feat. 조PD)
  13. 나란 사람
  14. 허튼짓
  15. 잊고 살아가요
  16. White Night

- 정규 앨범 5집  《Nature》(2007년 12월 28일)
  1. Prelude
  2. 좋겠다
  3. 사랑한적 없던 것처럼
  4. 보이는 거짓말
  5. 같은 이별이겠죠
  6. 지금처럼만 사랑하자
  7. 기억이 하는 말
  8. 지친 하루
  9. 메시지가 도착했습니다.
  10. 눈물만
  11. 11월 어느밤

- 정규 앨범 6집  《사랑합니다 그대》(2016년 1월 8일)
  1. 사랑합니다 그대
  2. 들리시나요
  3. 나의 천사
  4. 잘 지내고 있나요
  5. 그리워 그리워도
  6. 가끔 생각나
  7. 50분
  8. 취하면 잊을까
  9. 하얀눈이 내려와
  10. 사랑합니다 그대 (Inst.)

### 미니 앨범
- 미니 앨범 1집  《White Night》(2005년 1월 18일)
  1. White Night
  2. 마지막 인사
  3. 잊고 살아가요
  4. 허튼 짓
  5. 나란 사람
  6. 흐르는 강물처럼

- 미니 앨범 2집  《돌아볼 수 없었죠》(2017년 1월 26일)
  1. 돌아볼 수 없었죠
  2. 제발 돌아서 돌아서
  3. 내 맘을 어떡해
  4. 나에요
  5. 돌아볼 수 없었죠 (Inst.)

### 싱글 앨범
- 싱글 앨범  Sensibility (Digital Single) (2009년 4월 28일)
  1. 앓아요
  2. 하루종일
  3. 앓아요 (Inst.)
  4. 하루종일 (Inst.)

- 싱글 앨범  《너는 간단하고 나는 복잡한 얘기》(2011년 3월 31일)
  1. 너는 간단하고 나는 복잡한 얘기
  2. 사랑, 이깟 사랑
  3. 너는 간단하고 나는 복잡한 얘기 (Inst.)
  4. 사랑, 이깟 사랑 (Inst.)

- 싱글 앨범 5 1/5집  《스무살 그 봄》(2013년 4월 29일)
  1. 스무살 그 봄
  2. 스무살 그 봄 (Inst.)
  3. 스무살 그 봄 (Acoustic ver.)

- 싱글 앨범  《슈퍼스타 K 5 - 박재한》(2013년 8월 25일) *박재한
  1. 내 삶의 반

- 싱글 앨범  《1분 1초》(2013년 10월 18일)
  1. 1분 1초
  2. 1분 1초 (Inst.)

- 싱글 앨범 《그랬지》 (2014년 3월 6일)
  1. 그랬지
  2. 그랬지 (Inst.)

- 싱글앨범 《나란놈이 그렇지 뭐》 (2014년 11월 19일)
  1. 나란놈이 그렇지 뭐
  2. 나란놈이 그렇지 뭐 (Inst.)

- 싱글앨범 《들리시나요》 (2015년 2월 17일)
  1. 들리시나요
  2. 들리시나요 (Inst.)

- 싱글앨범 《나의 천사》 (2015년 3월 20일)
  1. 나의 천사
  2. 나의 천사 (Inst.)

- 싱글앨범 《사랑했나요》 (2015년 4월 16일)
  1. 사랑했나요
  2. 사랑했나요 (Inst.)

- 싱글앨범 《잘 지내고 있나요》 (2015년 5월 27일)
  1. 잘 지내고 있나요
  2. 잘 지내고 있나요 (Inst.)

- 싱글앨범 《그리워 그리워도》 (2015년 7월 1일)
  1. 그리워 그리워도
  2. 그리워 그리워도 (Inst.)

- 싱글앨범 《취하면 잊을까》 (2015년 8월 25일)
  1. 취하면 잊을까
  2. 취하면 잊을까 (Inst.)

- 싱글앨범 《가끔 생각나》 (2015년 10월 1일)
  1. 가끔 생각나 (Feat. 유누)
  2. 가끔 생각나 (Inst.)

- 싱글앨범 《50분》 (2015년 11월 2일)
  1. 50분
  2. 50분 (Inst.)

- 싱글앨범 《하얀눈이 내려와》 (2015년 12월 4일)
  1. 하얀눈이 내려와
  2. 하얀눈이 내려와 (Inst.)

- 싱글앨범 《나에요》 (2016년 10월 17일)
  1. 나에요
  2. 나에요 (Inst.)

- 싱글앨범 《제발 돌아서 돌아서》 (2016년 11월 21일)
  1. 제발 돌아서 돌아서
  2. 제발 돌아서 돌아서 (Inst.)

- 싱글앨범 《내 맘을 어떡해》 (2016년 12월 29일)
  1. 내 맘을 어떡해
  2. 내 맘을 어떡해 (Inst.)

- 싱글앨범 《내가 그댈 사랑합니다》 (2017년 2월 27일)
  1. 내가 그댈 사랑합니다
  2. 내가 그댈 사랑합니다 (Inst.)

- 싱글앨범 《이렇게 그대만을 향해 부르잖아》 (2017년 3월 31일)
  1. 이렇게 그대만을 향해 부르잖아
  2. 내가 그댈 사랑합니다
  3. 이렇게 그대만을 향해 부르잖아 (Inst.)

- 싱글앨범 《Shiny Day》 (2017년 5월 4일)
  1. Shiny Day
  2. Shiny Day (Inst.)

- 싱글앨범 《추억이 될 수 없는 우리》 (2017년 6월 14일)
  1. 추억이 될 수 없는 우리
  2. 추억이 될 수 없는 우리 (Inst.)

- 싱글앨범 《Love Song》 (2017년 7월 17일)
  1. Love Song
  2. 추억이 될 수 없는 우리
  3. Love Song (Inst.)

- 싱글앨범 《울고 싶은 오늘》 (2017년 8월 18일)
  1. 울고 싶은 오늘
  2. 울고 싶은 오늘 (Inst.)

- 싱글앨범 《진심이 아니었는데》 (2017년 9월 19일)
  1. 진심이 아니었는데
  2. 진심이 아니었는데 (Inst.)

- 싱글앨범 《10월의 어느 날》 (2017년 10월 23일)
  1. 10월의 어느 날
  2. 10월의 어느 날 (Inst.)

- 싱글앨범 《한장씩》 (2017년 11월 23일)
  1. 한장씩
  2. 한장씩 (Inst.)

- 싱글앨범 《생각납니다》 (2017년 12월 21일)
  1. 생각납니다
  2. 진심이 아니었는데
  3. 울고 싶은 오늘
  4. 10월의 어느 날
  5. 생각납니다 (Inst.)

- 싱글앨범 《오늘 결혼합니다》 (2018년 1월 17일)
  1. 오늘 결혼합니다
  2. 오늘 결혼합니다 (Inst.)

## 참여 앨범
- 2002년 1월 발매 Time After Time 《애원》
- 2004년 1월 20일 발매 Dong Gam 3 God's Gift 《내 삶의 반》
- 2006년 1월 20일 발매 Love Letter 《내 삶의 반》
- 2006년 11월 27일 발매 마인드 브릿지 (Mind Bridge) 《사랑했지만》
- 2008년 3월 26일 발매 행복합니다 O.S.T 《가슴만 눈물만》
- 2008년 5월 15일 발매 서영은 미니앨범 (Single) 《Good Bye (feat. 한경일)》
- 2008년 7월 24일 발매 란 한 남자 한 여자 (Single) 《한 남자 한 여자 (Duet. 한경일)》
- 2009년 1월 8일 발매 며느리와 며느님 O.S.T 《사랑합니다》
- 2009년 2월 19일 발매 크라이젠 만날 줄 알았죠 (Digital Single) 《한참을 (Feat. 한경일, 정가희)》
- 2009년 6월 2일 발매 2009 외인구단 O.S.T 《눈물로 하룰 살아도》
- 2014년 4월 17일 발매 모두 다 김치 O.S.T 《모두 다 김치》
- 2014년 8월 12일 발매 모두 다 김치 O.S.T 《어느 가을 (Duet. 이규라)》
- 2015년 1월 22일 발매 달콤한 비밀 O.S.T 《날 사랑하면 안되는가요》
- 2015년 3월 16일 발매 떴다! 패밀리 O.S.T 《사랑은 기다리는 것》
- 2015년 6월 22일 발매 그래도 푸르른 날에 O.S.T 《사랑은 아파서 사랑이죠》
- 2015년 11월 26일 발매 다 잘될 거야 O.S.T 《바라보다 운다》
- 2015년 12월 14일 발매 어머님은 내 며느리 O.S.T 《여전히 내 가슴속에는》
- 2016년 9월 5일 발매 여자의 비밀 O.S.T 《모르나봐요》
- 2017년 1월 3일 발매 아임쏘리 강남구 O.S.T 《My Life》
- 2017년 2월 7일 발매 빛나라 은수 O.S.T 《아프지는 않은지》
- 2017년 4월 28일 발매 그 여자의 바다 O.S.T 《너의 Memory》
- 2017년 7월 31일 발매 훈장 오순남 O.S.T 《생각이 안 나》
- 2017년 9월 14일 발매 무궁화 꽃이 피었습니다 O.S.T 《수백번 수천번 수만번》
- 2017년 10월 11일 발매 돌아온 복단지 O.S.T 《이 생에서》
- 2017년 11월 7일 발매 꽃피어라 달순아 O.S.T 《비밀 같은 사랑도 있어요》
- 2018년 11월 22일 발매 차달래 부인의 사랑 O.S.T 《그대 바라볼때면》
- 2018년 12월 6일 발매 The Friends Vol.2 《잊으려고》
- 2019년 7월 8일 발매 여름아 부탁해 O.S.T 《그립다 그립다 그립다》
- 2019년 11월 16일 발매 꽃길만 걸어요 O.S.T 《너를 그렇게 사랑을 했었을까》
- 2020년 5월 2일 발매 위험한 약속 O.S.T 《나 그대위해》

## 방송
- 2002년 MBC 일일연속극 《인어 아가씨》 특별출연
- 2002년 MBC 《신비한TV 서프라이즈》 출연
- 2003년 KBS2 《TV는 사랑을 싣고》 게스트
- 2015년 MBC 일일연속극 《위대한 조강지처》 특별출연

## 기타
- 취미: 음악감상, 영화보기, 웨이트 트레이닝, 농구, 컴퓨터 게임
- 특기: 스타크래프트